# 조너선 조스
조너선 조스(Jonathan Joss, 1965년 12월 22일 ~ 2025년 6월 1일)는 미국의 배우, 음악가이다. 미국 원주민계로 《킹 오브 더 힐》의 존 레드콘(John Redcorn)의 성우를 맡았으며, 《팍스 앤 레크리에이션》 등에 참여하였다. 

## 사망
2025년 6월 1일 조스는 남편과 함께 한 여성의 차량을 타고 화재로 전소된 자택을 방문해 우편물을 확인하려 했다. 그곳에서 이전부터 갈등이 있던 이웃과 마주치며 언쟁이 벌어졌다. 총격을 받아 현장에서 사망했으며, 목과 복부에 총상을 입은 것으로 알려졌다. 목격자는 세 발의 총성을 들었다고 진술했다. 사건 직후 한 용의자가 체포되었고, 경찰 조사에서 본인이 총을 쐈다고 자백했다.